# Негабаритний вантаж

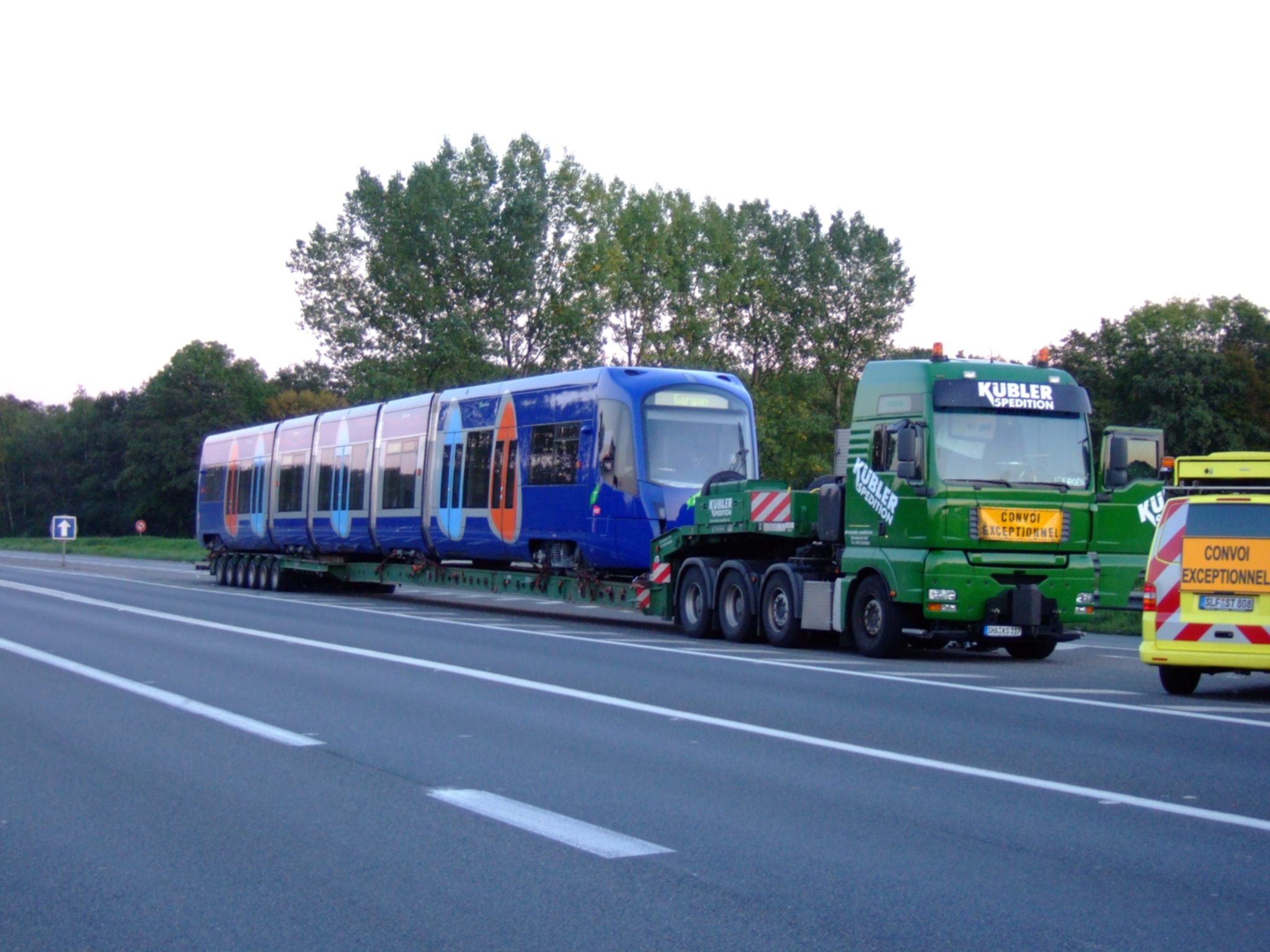
Поїздка з доставкою трамвая Іль-де-Франс

Негабаритний вантаж — вантаж, масо-габаритні параметри якого перевищують допустимі при транспортуванні розміри і встановлені правилами дорожнього руху норми. Іншими словами, негабаритний розмір — це такий розмір вантажу, який неможливо помістити в стандартний транспортний засіб.
Вантаж, що виступає за габарити транспортного засобу спереду або ззаду більш як на 1 м, а за шириною перевищує 0,4 м від зовнішнього краю переднього або заднього габаритного ліхтаря та повинен бути позначений відповідно до встановлених вимог.

## Вимоги
У кожній країні дороги побудовані таким чином, щоб транспортний засіб із розмірами в межах стандартних правових обмежень міг безпечно їздити. Дороги, по яких заборонено рух великогабаритних транспортних засобів, можуть бути позначені дорожніми знаками.

### Європа
Вантажні автомобілі зазвичай повинні мати спеціальні знаки «convoi exceptionnel» (буквально з фр. винятковий конвой) і світлові сигнали, що попереджають про негабаритний вантаж. Автомобіль супроводу також має спеціальні знаки в залежності від країни, в якій він працює. Спеціальні дозволи видаються місцевими органами влади, щоб дозволити перевізнику працювати дорогою загального користування протягом обмеженого періоду та за певним і заданим маршрутом.